# Klompang Timur
Klompang Timur is een bestuurslaag in het regentschap Pamekasan van de provincie Oost-Java, Indonesië. Klompang Timur telt 2674 inwoners (volkstelling 2010).